# Elethyia
Elethyia é um gênero de mariposa pertencente à família Crambidae.